# Ictonyx libyca
Ictonyx libycus · Zorille de Libye, Zorille du désert, Zorille du Sahara
Espèce
Synonymes
- Ictonyx libycus (Hemprich and Ehrenberg, 1833), préféré par Catalogue of Life
- Poecilictis libyca

Statut de conservation UICN

 LC  : Préoccupation mineure
Statut CITES
La Zorille de Libye ou Zorille du désert (Ictonyx libyca) est une espèce de la famille des mustélidés. On rencontre ce mammifère carnivore de taille moyenne essentiellement sur le pourtour du Sahara.
Cette espèce a été décrite pour la première fois en 1833 par les naturalistes allemands Wilhelm Hemprich (1796-1825) et Christian Gottfried Ehrenberg (1795-1876). 

## Dénominations
- Nom scientifique : Ictonyx libyca  (Hemprich & Ehrenberg, 1833) est le plus couramment admis[1]
  - Synonymes :
    - Ictonyx libycus (Hemprich and Ehrenberg, 1833), préféré par Catalogue of Life[2]
    - Poecilictis libyca
- Noms vulgaires (vulgarisation scientifique) :  Zorille de Libye[3],[4] (ou Zorilla de Libye[4]), Zorille du désert[3], Zorille du Sahara[3]. En anglais, Saharan Striped Polecat[5],[3],[2] (putois rayé du Sahara).
- Noms vernaculaires (langage courant), pouvant désigner éventuellement d'autres espèces : en français : belette d'Afrique du Nord[réf. souhaitée]; en anglais, Lybian striped polecat[3], North African banded weasel[3].

## Description de l'espèce
La Zorille de Libye mesure 25 cm de long.

## Comportement
Ce mammifère terrestre se nourrit de petit rongeurs (gerbilles, meriones, mulots), d'amphibiens, de petits oiseaux (cailles, perdrix, alouettes) et d'invertébrés (scorpions, coléoptères).

## Habitat et répartition

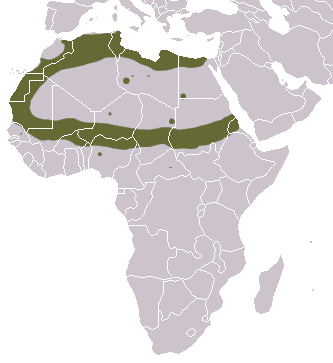
Carte de répartition de Ictonyx libyca en Afrique

Cette espèce possède une large répartition en Afrique du Nord, y compris dans le Sahara. Du Maroc à la Tunisie vit la sous-espèce P.l.vaillanti, rarement observée à cause de ses mœurs nocturnes. Au Maroc, par exemple, cette zorille fréquente surtout les zones steppiques de l'Est du pays riches en végétation basse et denses comme les plaines des hauts plateaux. 

## Liste des sous-espèces
Selon Mammal Species of the World (version 3, 2005)  (1 juin 2013) :
- sous-espèce Ictonyx libyca libyca
- sous-espèce Ictonyx libyca multivittata
- sous-espèce Ictonyx libyca oralis
- sous-espèce Ictonyx libyca rothschildi